# Église Saint-Vaast de Wambrechies
 (août 2013).
Si vous disposez d'ouvrages ou d'articles de référence ou si vous connaissez des sites web de qualité traitant du thème abordé ici, merci de compléter l'article en donnant les références utiles à sa vérifiabilité et en les liant à la section « Notes et références ».
Pour les articles homonymes, voir église Saint-Vaast.
L'église Saint-Vaast est une église catholique située à Wambrechies, en France.

## Histoire
Au milieu du XIXe siècle, l'ancien maire de la ville Obert Martel, Vicomte de Quiévy, veut rénover le centre ville de Wambrechies. Il décide de créer un espace dans le centre de la ville avec une église et un hôtel de ville. L'architecture de l'église est confiée à Charles Leroy (architecte de Notre Dame de la Treille à Lille), qui décide de faire une tour, surmontée d'une flèche qui culmine à 72 mètres.

Les travaux commencent en 1859 et se terminent en 1868. Malheureusement, le vicomte meurt en 1866 et ne voit pas l'édifice terminé. 

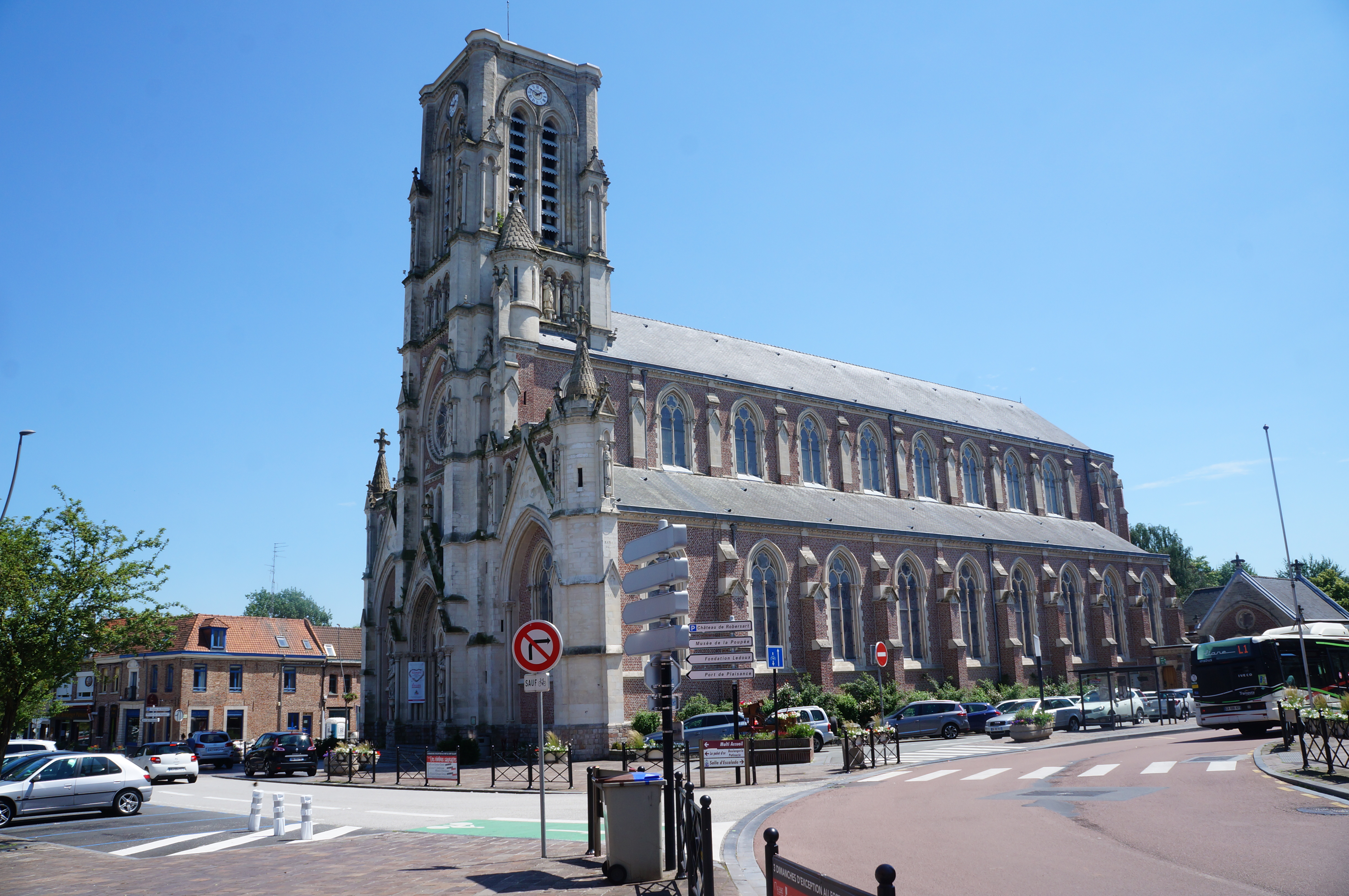
L'église.
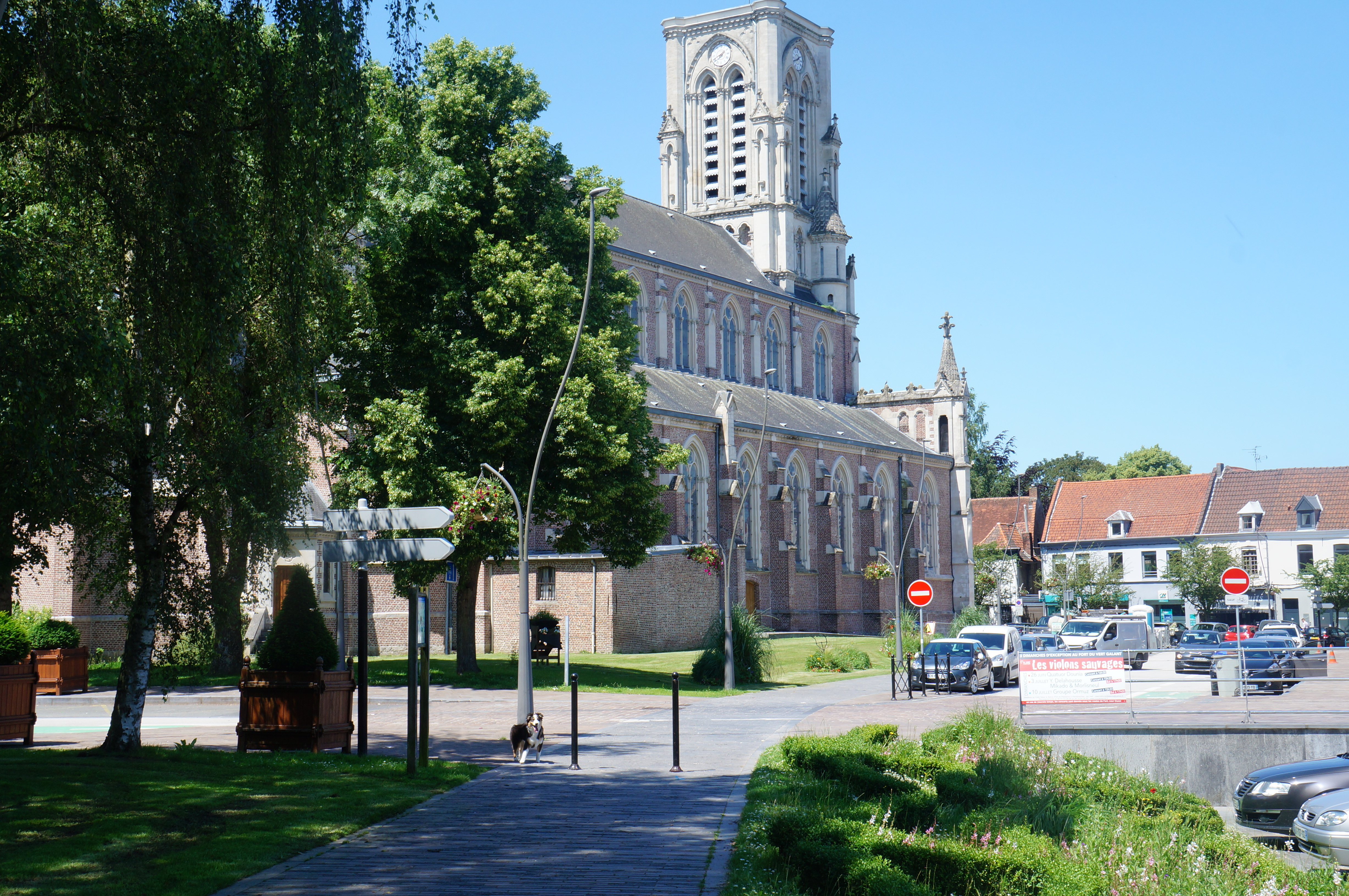
Clocher et bas côté septentrional.
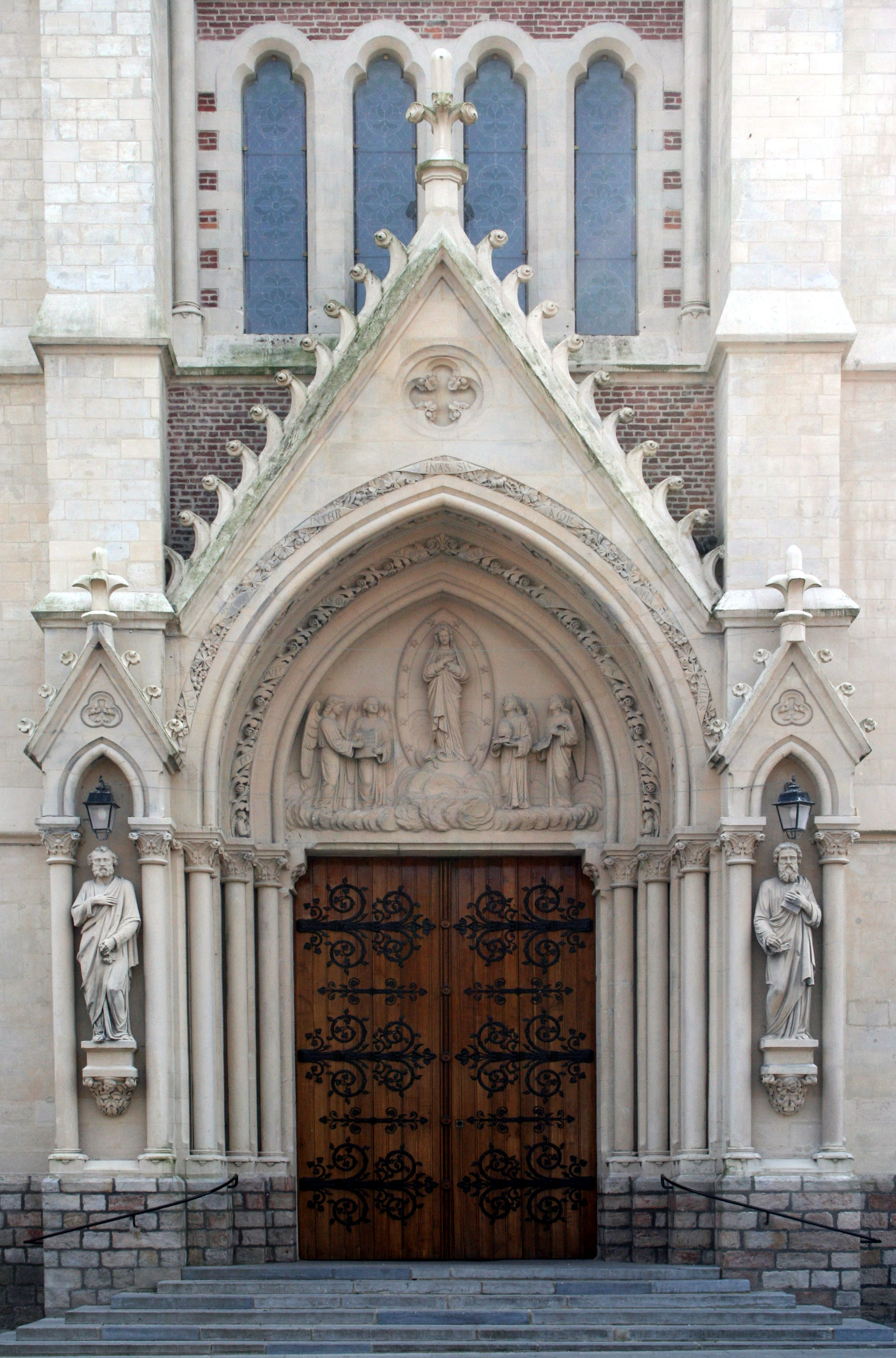
Portail.
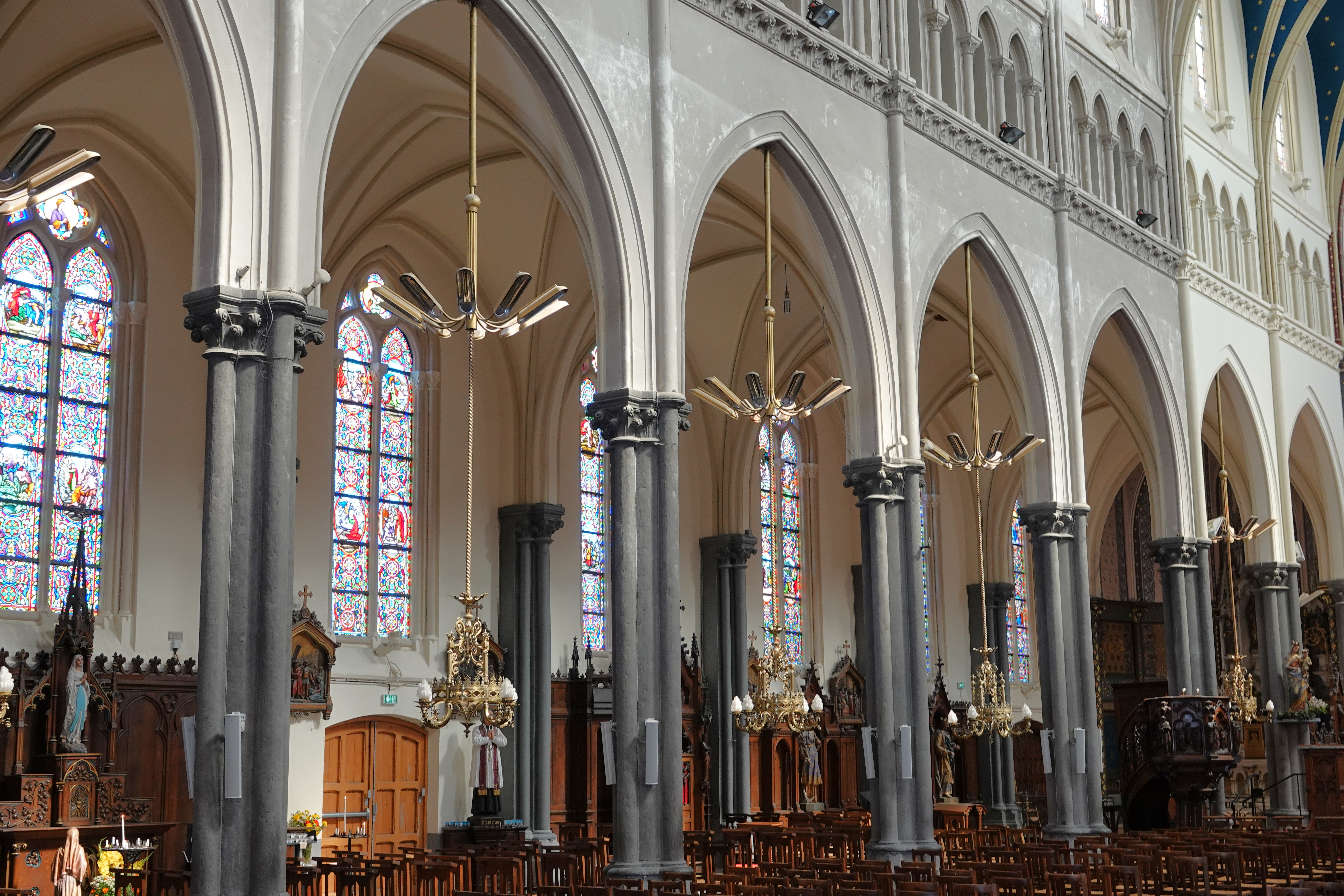
Vue d'une nef latérale depuis la nef centrale

Lors de la Première Guerre mondiale, l'édifice est fortement dégradé. Les vitraux sont particulièrement touchés.
Pendant la Seconde Guerre mondiale, la flèche du clocher disparaît. En effet, l'armée allemande, qui occupe la région, utilise l'aérodrome de Bondues, notamment pour ses bombardiers. Or, il se trouve que le clocher est dans l'axe des pistes et empêche les décollages en escadrille de ces derniers. L'armée occupante décide donc de démonter la flèche et commence par retirer 44 des 48 points d'ancrage. Dans un premier temps, les angles sont maintenus mais le 14 novembre 1940[précision nécessaire], une tornade s'abat sur la ville et la force du vent précipite l'ouvrage au sol où il se brise.
Dans les années 1960, un paratonnerre est installé sur le clocher.

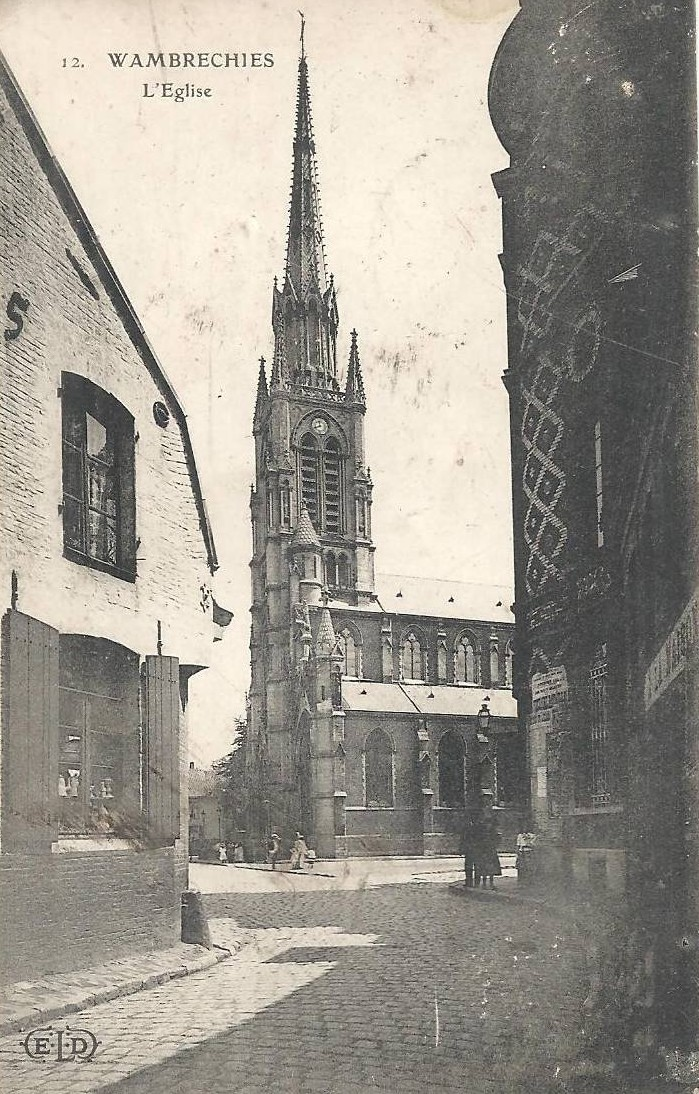
L'église Saint Vaast en 1904. Le clocher avec sa flèche.

Au début du XXIe siècle, une étoile lumineuse rouge et jaune sert de décoration à l'église pendant les fêtes.
De 2004 à 2007, l'édifice est en restauration, la réfection des pierres et des briques est réalisée. À l'inauguration, l'église est illuminée.
En mai 2021, l'église ferme pour recevoir un traitement contre la mérule. En 2022 et 2023, les fresques de la voûte du chœur et les fresques des chapelles de la Vierge et du Sacré Cœur sont restaurées.

En 2024, un appel téléphonique anonyme signale au curé de Wambrechies que deux lingots d'or sont dissimulés derrière la statue de Saint-Antoine-de-Padoue, avec un message : "À remettre à la ville, pour les travaux de l’église". Le conseil municipal de mardi 24 septembre 2024 accepte officiellement d'un don de deux lingots d'or, d'une valeur de 150 000 euros,. 

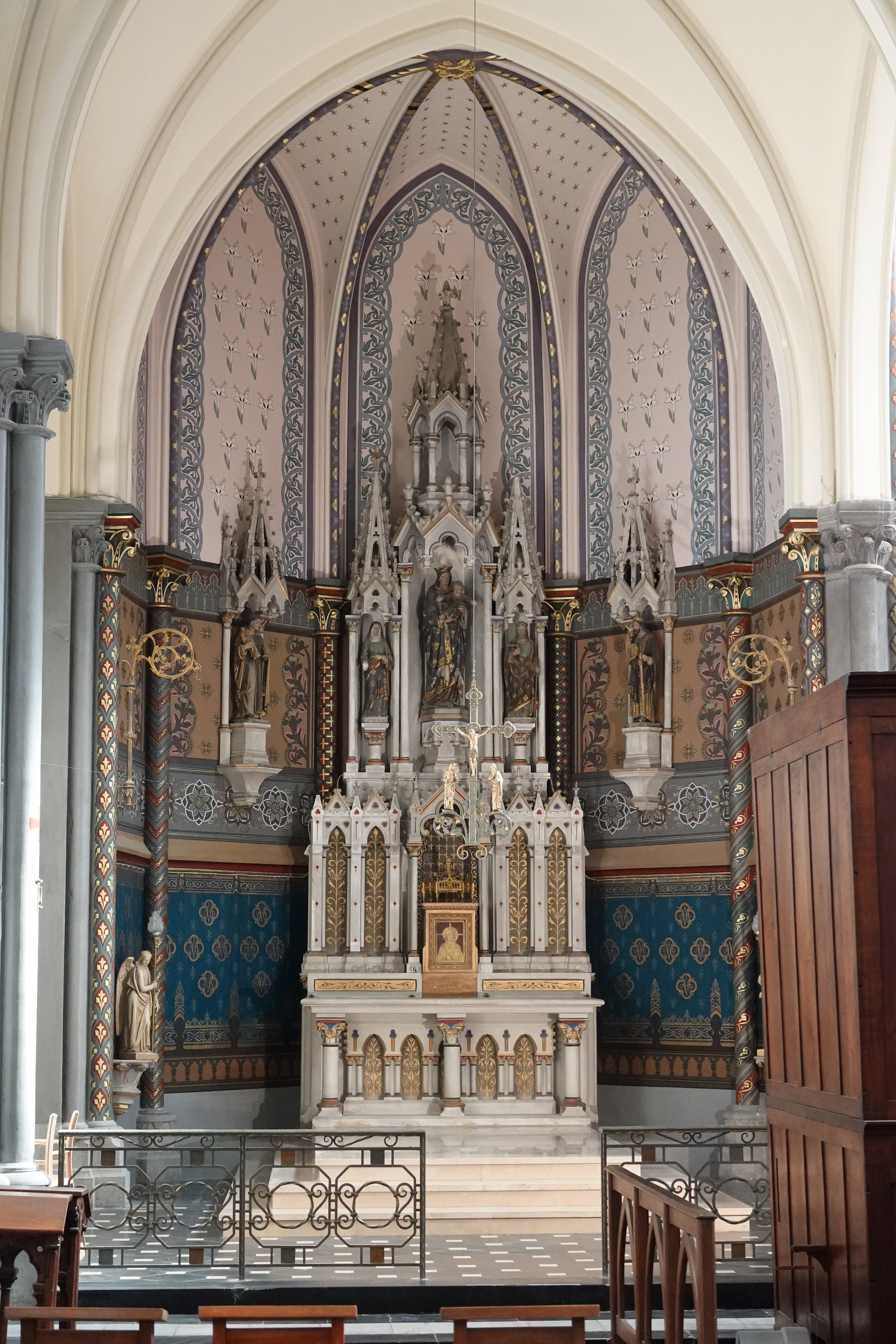
Chapelle de la Vierge après restauration des fresques
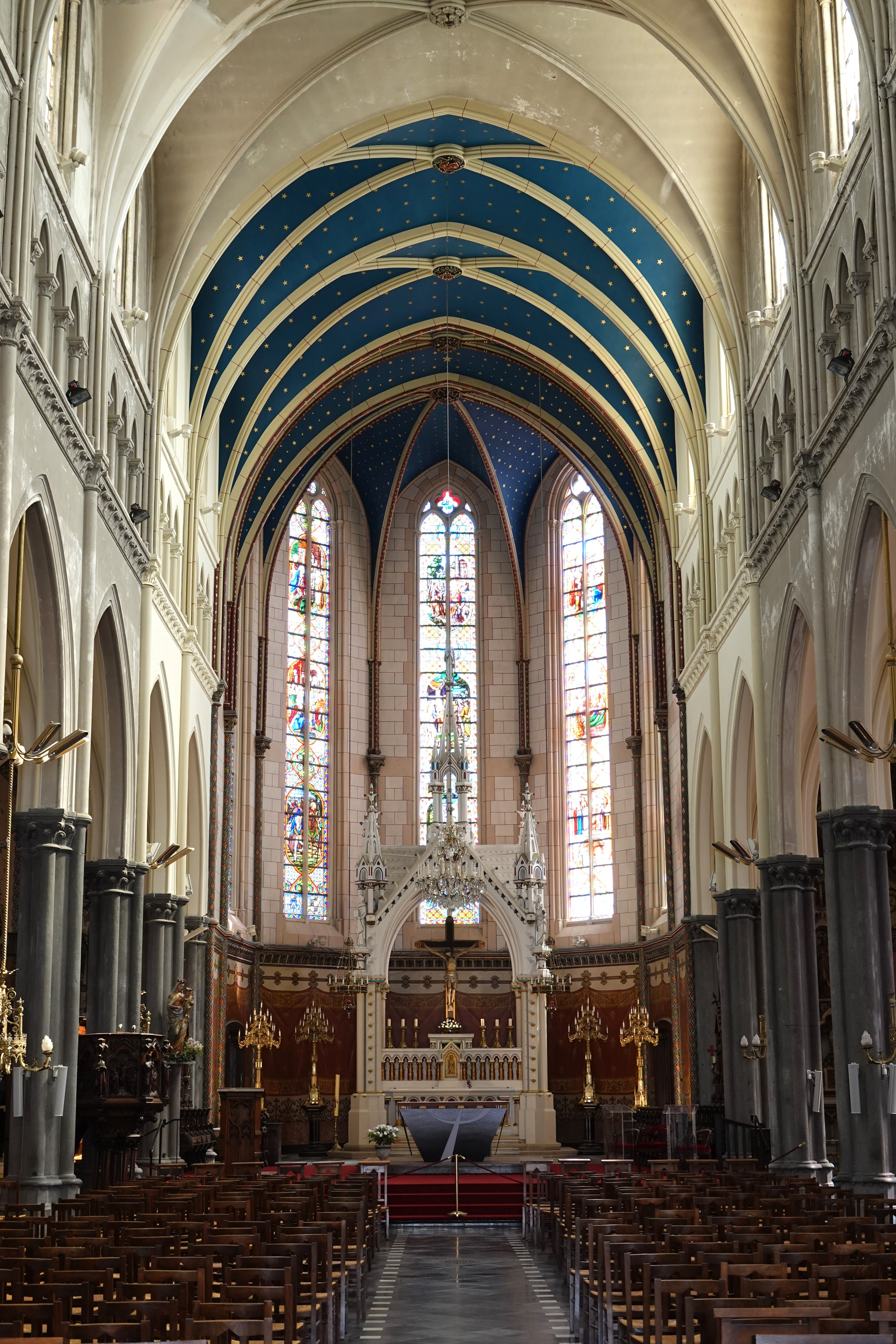
Vue de la nef et de la voûte du chœur restaurée
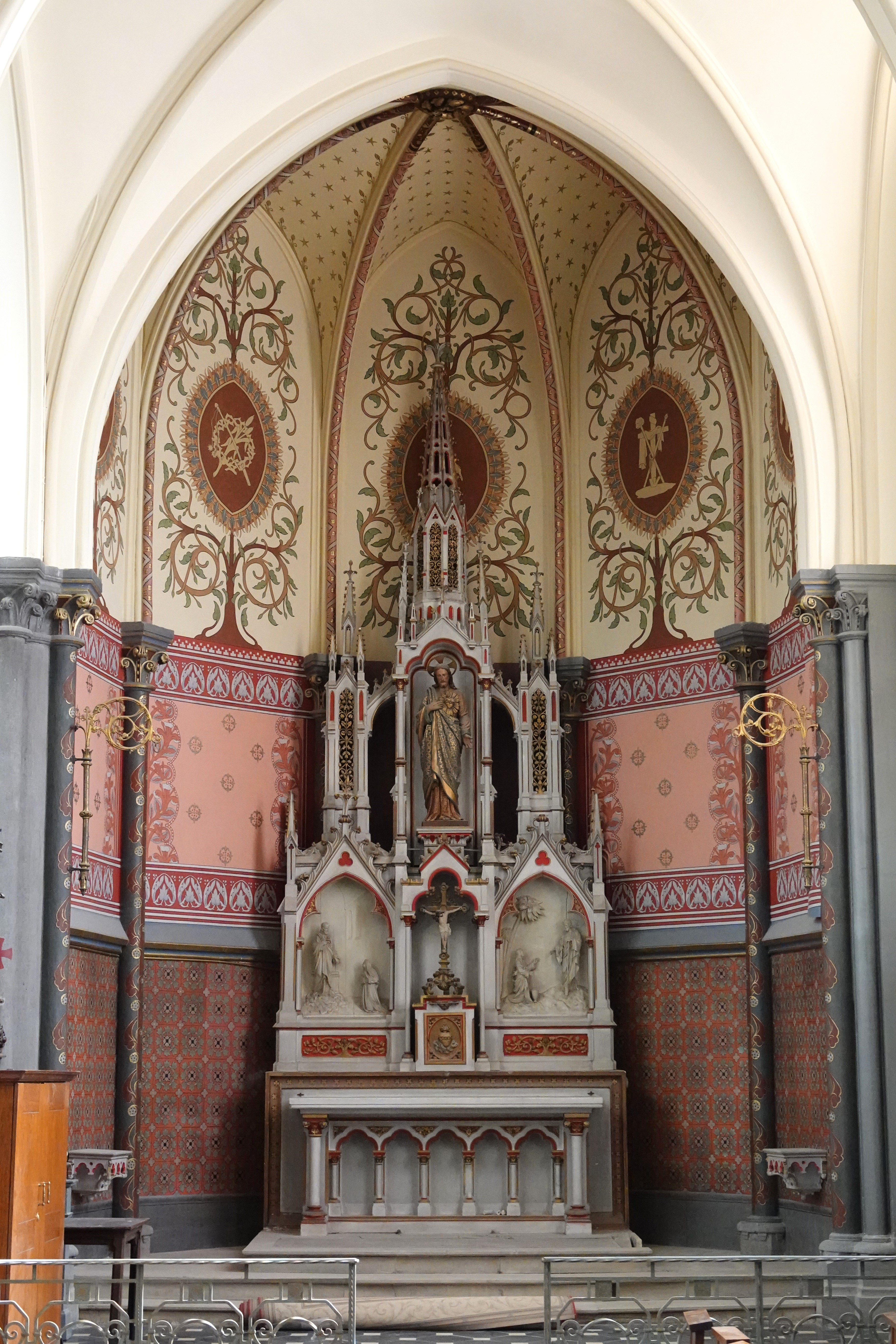
Chapelle du Sacré-Coeur après restauration des fresques

## Architecture
L'église Saint-Vaast est du style néogothique. Elle est longue de 55 mètres, large de 22 mètres. La tour de l'église est haute de 35,5 mètres ; avec la flèche, elle était haute de 72 mètres. La nef de l'église est quant-à elle haute de 18 mètres.

## Galerie

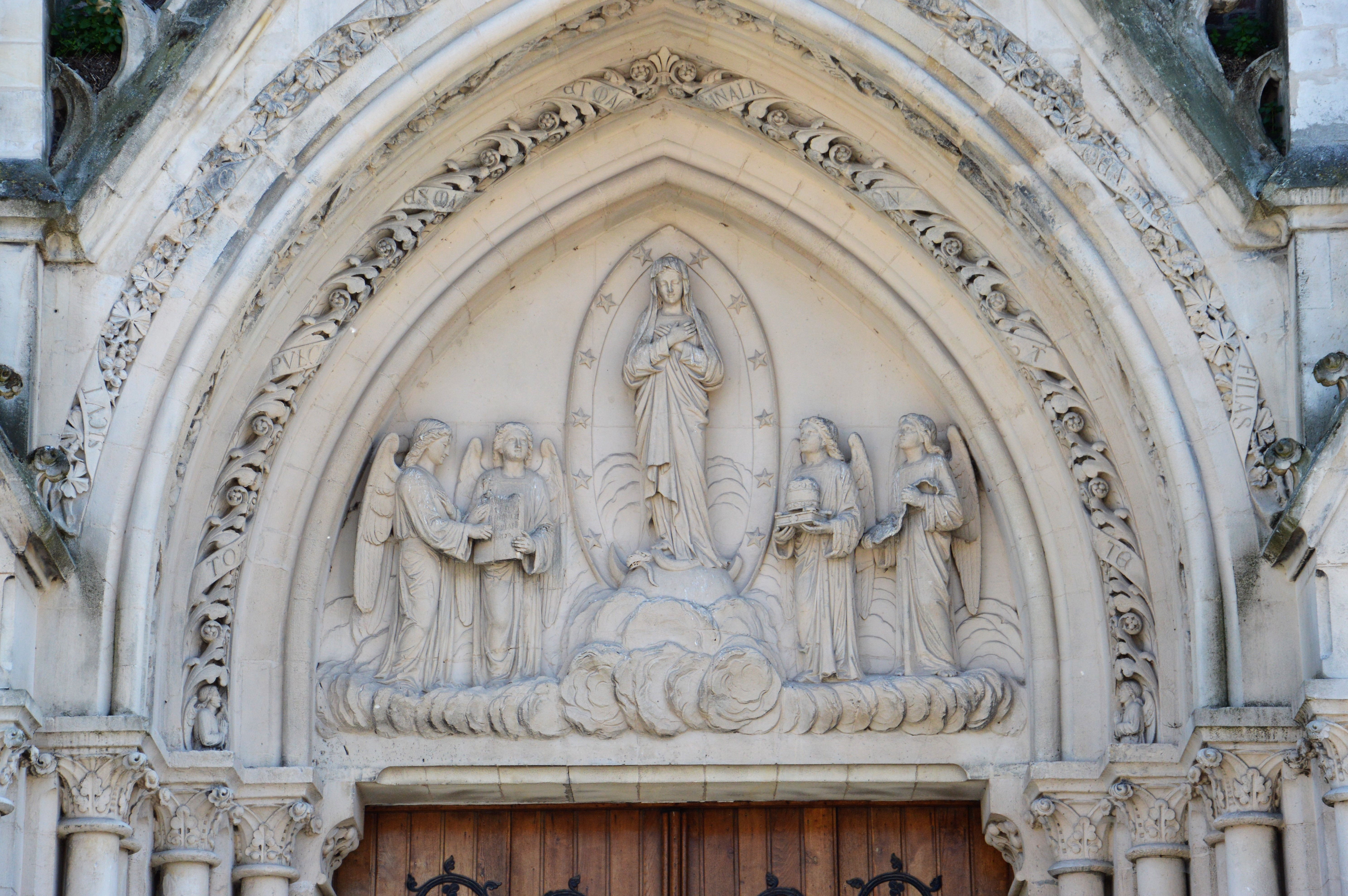
Tympan du portail.
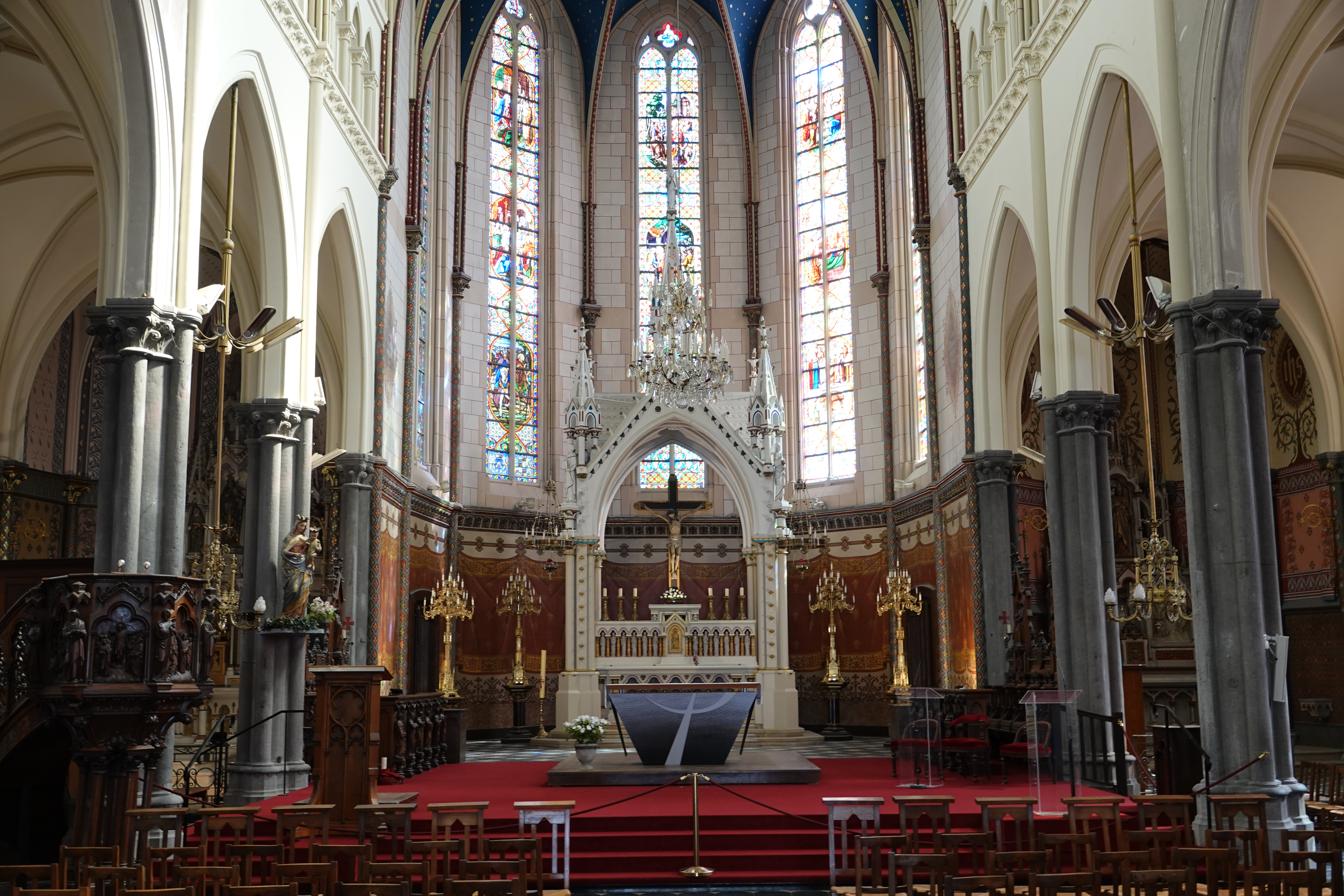
Vue du chœur
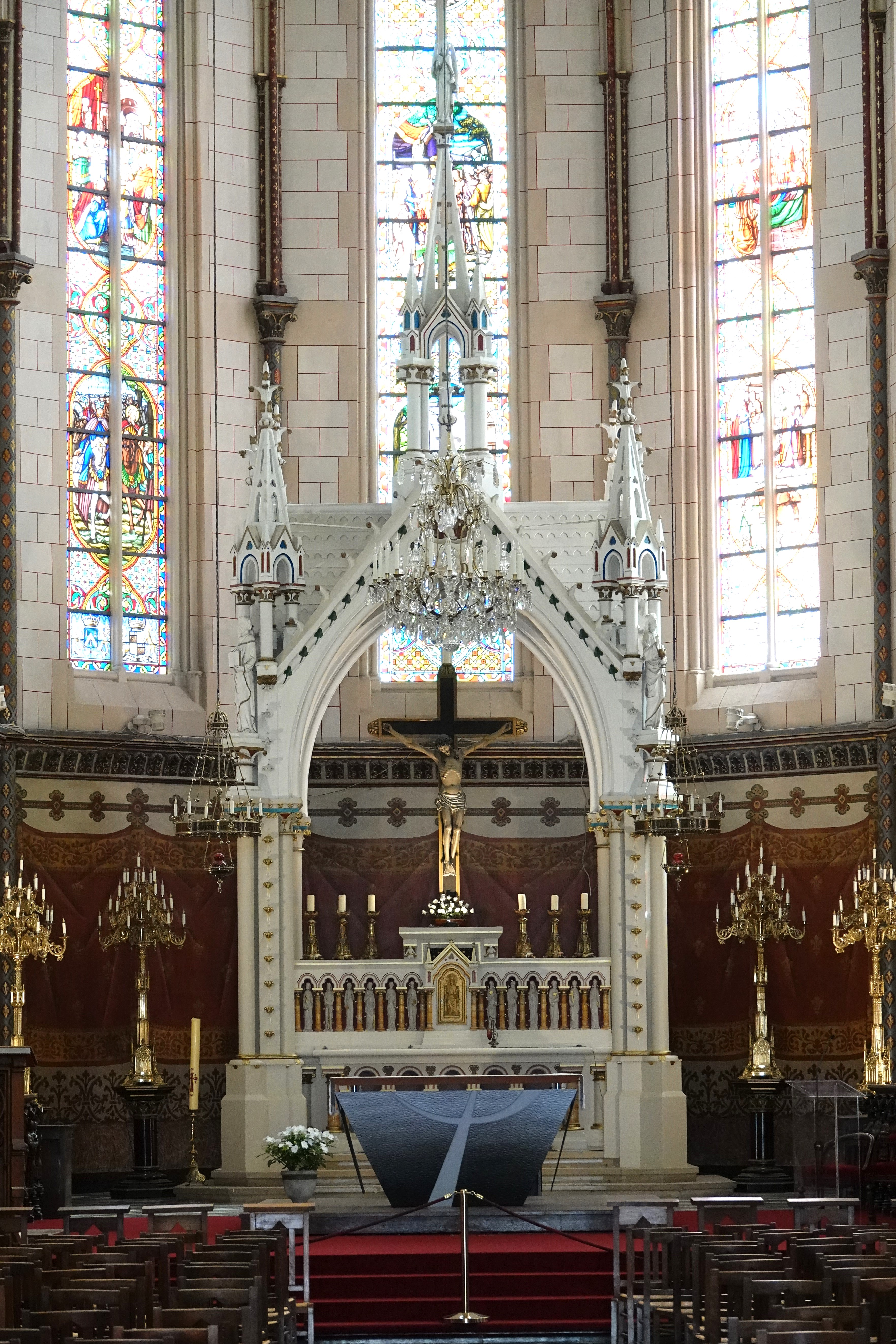
Maître-autel avec ciborium
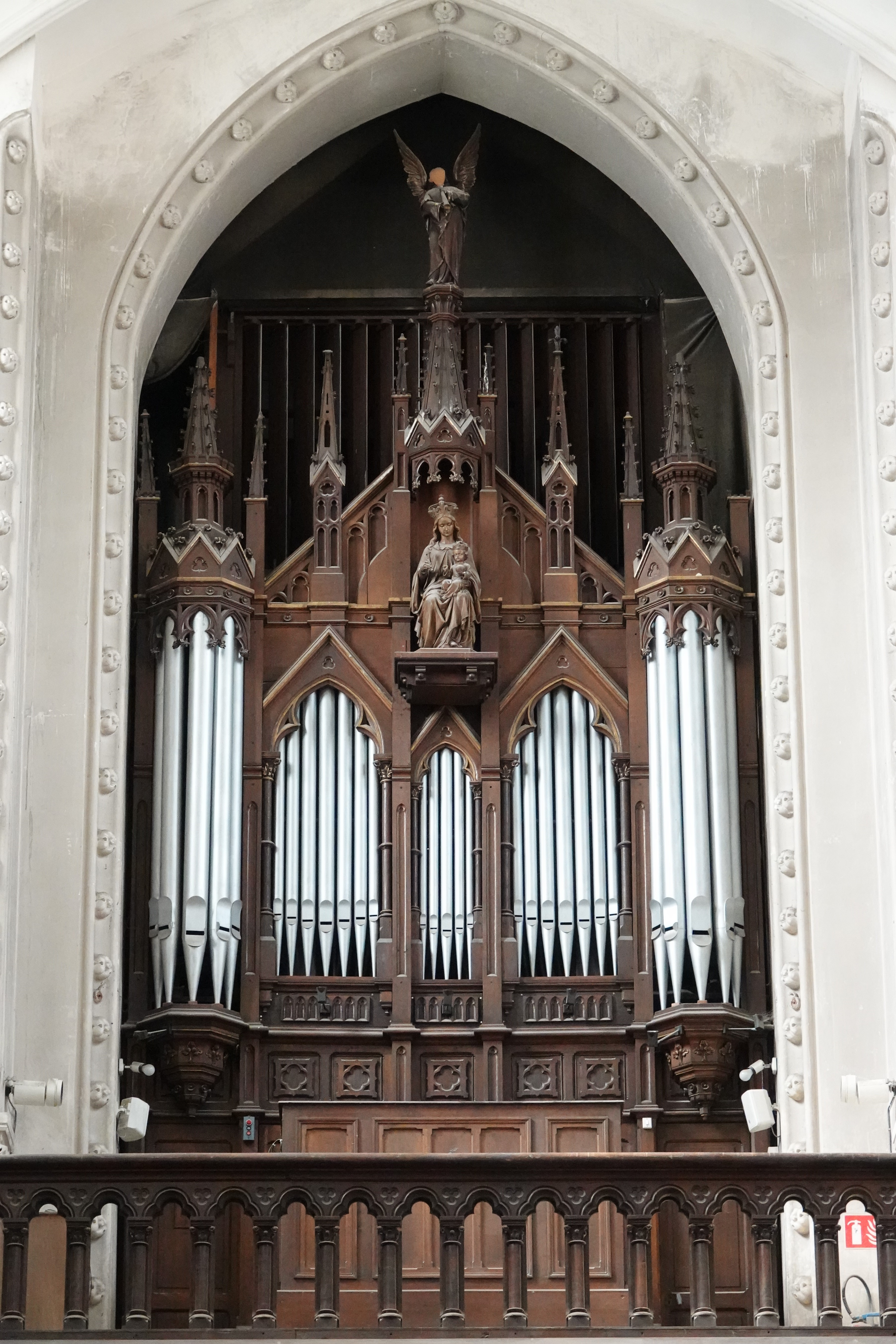
Les grandes orgues
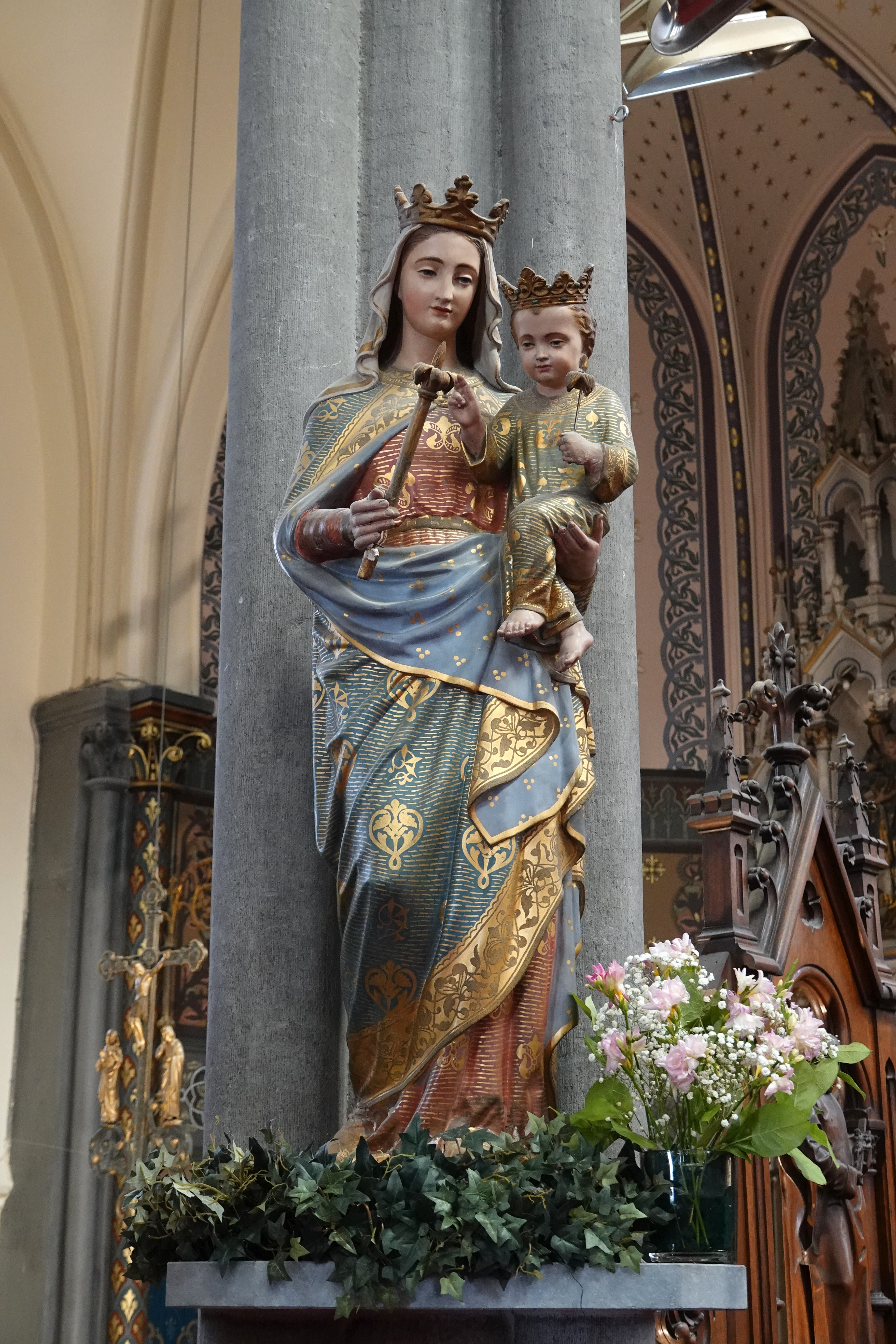
Statue de la Vierge sur le côté du chœur